# Pseudocucumis naudinianus
Pseudocucumis naudinianus är en gurkväxtart som först beskrevs av Otto Wilhelm Sonder, och fick sitt nu gällande namn av Charles Jeffrey. Pseudocucumis naudinianus ingår i släktet Pseudocucumis och familjen gurkväxter. Inga underarter finns listade i Catalogue of Life.